# Hevér Lóránt
Hevér Lóránt (Szabadka, 1983. november 4. –) filmrendező, forgatókönyvíró, televíziós alkotó. 2024-től tagja a Magyar Filmakadémia televíziós rendező szekciójának, 2025-től pedig tagja a Magyar Filmtudományi Társaságnak.

## Életpálya, munkásság
Szabadkán, az akkori Jugoszlávia területén született. A délszláv háború hatására lett újságíró. A korszak politikai folyamatai nagy hatással voltak későbbi mozgóképes látásmódjára. Dolgozott külpolitikai tudósítóként, rádiós szerkesztőként és lapszerkesztőként is, 2002 és 2006 között a Magyar Rádió külpolitikai tudósítója volt.
2006-ban került a Magyar Televízióhoz, ahol riporterként, szerkesztőként és műsorvezetőként dolgozott. Számtalan dokumentarista alkotáshoz járult hozzá rendezői, vezető szerkesztői minőségben. Innovációs vezetőként tévéműsorok arculatának megalkotását is segítette. 2020-tól főként a narratív fikció foglalkoztatja, játékfilmes tartalmak fejlesztésével, rendezésével és gyártásával is foglalkozik.
2025-től első nagyjátékfilmjét fejleszti, miután filmtervét a Nemzeti Filmintézet beválasztotta a 10. Inkubátor program döntősei közé. A Mikor hazudtam? című pszichothriller rendezője Hevér Lóránt, forgatókönyvírója Tasnádi István és Jeli Viktória, producere Berger József (Mythberg Films Kft).

## Tanulmányok
Filmrendezést  az Oscar-díjast Deák Kristóf és Rozgonyi Ádám, forgatókönyvírást Tasnádi István, Veres Attila és Köbli Norbert mellett tanult.
2002-ben Sára Sándort és Buglya Sándor mellett mellett kezdte el filmes tanulmányait. 2008-ban a Színház- és Filmművészeti Egyetemen televíziós infotainment mesterkurzust végzett Vitray Tamás és Bárdos András mellett. 2006 és 2009 között szociolingvisztikai kutatást folytatott a Szegedi Tudományegyetemen, ezt a tudást később tudatosan alkalmazta forgatókönyvírói és dramaturgiai munkáiban.  
2024-ben televíziós rendező-dramaturgként diplomázott a Budapesti Metropolitan Egyetem Mozgókép Tanszékén. 2023-ban és 2024-ben elvégezte Köbli Norbert két féléves forgatókönyvírói mesterkurzusát a Moholy-Nagy Művészeti Egyetemen. 2025-ben az Oscar-díjas Deák Kristóf mellett tanult filmrendezést. 

## Filmográfia
- Mikor hazudtam? (fejlesztés alatt) pszichothriller, rendező[6]
- Ezen át kell menned (2025) thriller-karakterdráma[7]
- Kóros felejtés (fejlesztés alatt) filmdráma, rendező-forgatókönyvíró
- Varázsvilág (2025) dokumentumfilm, rendező, kreatív producer[8]
- Úton (2024) romantikus dramedy, rendező, producer[9]
- Balsors (2023) dokumentumfilm, rendező, kreatív producer
- Panoráma (2022) dokumentumfilm, rendező – továbbjutattva[10]: OTDK
- Egy család története (2021) szerzői dokumentarista kisfilm, rendező-forgatókönyvíró – versenyben[11]: Országos Függetlenfilm Fesztivál
- Cipők (2020) dokumentumfilm, rendező
- Szegedi Szabadtéri (2010) riportfilm, szerkesztő-riporter – megjelent dvd-mellékleten

## Szakmai tagság
- Magyar Filmakadémia (2024) – adatlap
- Magyar Filmtudományi Társaság (2025) – adatlap